# Ignacio Vallarta

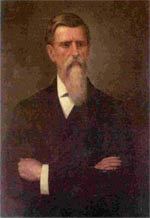
Ignacio Vallarta

Ignacio Luis Vallarta Ogazón (Guadalajara, 25 augustus 1830 - Mexico-Stad, 31 december 1893 was een liberaal Mexicaans politicus en jurist.
Vallarta was een van de politici die meeschreef aan de Mexicaanse grondwet van 1857. Vallarta zag graag een verbod op de doodstraf en geen juryrechtspraak in de grondwet opgenomen; de eerste omdat hij dat een barbaarse straf vond, de tweede omdat hij meende dat het niet verstandig was mensen zonder verstand van zaken over rechtszaken te laten beslissen. Hij slaagde erin juryrechtspraak uit de grondwet te houden, maar de doodstraf bleef wel gehandhaafd, hoewel aan de afzonderlijke staten de keuze werd overgelaten of ze de doodstraf wel of niet van kracht wilden laten zijn.
Tijdens de Franse Interventie in Mexico bleef hij getrouw aan de liberalen en van 1870 tot 1871 diende hij als minister van Binnenlandse Zaken onder de regering van Benito Juárez. Na een conflict met Sebastián Lerdo een jaar later besloot hij echter af te treden. Hetzelfde jaar werd hij gekozen tot gouverneur van zijn thuisstaat Jalisco. Na vier jaar te hebben uitgediend besloot hij zich niet herkiesbaar te stellen. Herverkiezing was in die tijd bijzonder omstreden en Vallarta was van mening dat het niet goed was als een persoon meerdere keren dezelfde functie bekleedde. Door zich niet herkiesbaar te stellen oogstte hij veel lof en werd hij tot "weldoener van Jalisco" benoemd.
In 1876 werd hij minister van Buitenlandse Zaken onder de nieuwe president Porfirio Díaz, een positie die hij bekleedde tot 1878, toen hij voorzitter van het Hooggerechtshof werd. Hij zorgde ervoor dat de voorzitter van het hooggerechtshof niet meer automatisch de president zou opvolgen wanneer deze kwam te overlijden of aftrad, aangezien dat bij de machtsovername van Díaz tot een conflict met José María Iglesias had geleid. In 1880 nam Vallarta deel aan de presidentsverkiezingen, maar werd verslagen door Manuel González. In 1882 trad hij af en trok hij zich terug uit het openbare leven.
Vallarta stierf op de laatste dag van 1893. Hij wordt in Mexico vooral herinnerd vanwege het terugdringen van de grote macht van het juridisch apparaat. De badplaats Puerto Vallarta is naar hem genoemd.
- Biblioteca Nacional de España: XX1379586
- Bibliothèque nationale de France: cb144832428 (data)
- Gemeinsame Normdatei: 1215281439
- International Standard Name Identifier: 0000 0000 8136 1772
- Library of Congress Control Number: n86011499
- Nationale Bibliotheek van Israël: 987007386487505171
- Nederlandse Thesaurus van Auteursnamen: 121686779
- SNAC: w6hm8606
- Système universitaire de documentation: 095607528
- Virtual International Authority File: 56837729
- WorldCat: E39PBJfh4F8mKyqmqm6JWHJbh3